# Saarijärvi (Jukkasjärvi socken, Lappland, 749768-175188)
Saarijärvi är en sjö i Kiruna kommun i Lappland och ingår i Kalixälvens huvudavrinningsområde. Sjön har en area på 0,0957 kvadratkilometer och ligger 352,7 meter över havet.

## Delavrinningsområde
Saarijärvi ingår i det delavrinningsområde (749742-175243) som SMHI kallar för Utloppet av Paulujärvi. Medelhöjden är 364 meter över havet och ytan är 4,57 kvadratkilometer. Det finns inga avrinningsområden uppströms utan avrinningsområdet är högsta punkten. Vattendraget som avvattnar avrinningsområdet har biflödesordning 3, vilket innebär att vattnet flödar genom totalt 3 vattendrag innan det når havet efter 241 kilometer. Avrinningsområdet består mestadels av skog (82 procent). Avrinningsområdet har 0,66 kvadratkilometer vattenytor vilket ger det en sjöprocent på 14,4 procent.